# Pavetta leonensis
Pavetta leonensis là một loài thực vật có hoa trong họ Thiến thảo. Loài này được Keay mô tả khoa học đầu tiên năm 1957.